# Virginia Slims of Oklahoma 1986
Virginia Slims of Oklahoma 1986 — жіночий тенісний турнір, що проходив на закритих кортах з твердим покриттям Summerfield Racquet Club в Оклахома-Сіті (США) в рамках Світової чемпіонської серії Вірджинії Слімс 1985. Турнір відбувся вперше і тривав з 24 лютого до 2 березня 1986 року. П'ята сіяна Марселла Мескер здобула титул в одиночному розряді.

## Фінальна частина

### Одиночний розряд
Марселла Мескер —  Лорі Макніл 6–4, 4–6, 6–3
- Для Мескер це був єдиний титул в одиночному розряді за кар'єру.

### Парний розряд
Марселла Мескер /  Паскаль Параді —  Лорі Макніл /  Катрін Сюїр 2–6, 7–6(7–1), 6–1